# Hypogastrura arctandria
Hypogastrura arctandria is een springstaartensoort uit de familie van de Hypogastruridae. De wetenschappelijke naam van de soort is voor het eerst geldig gepubliceerd in 1988 door Fjellberg.